# سابولش باكوس
سابولش باكوس (بالمجرية: Bakos Szabolcs)‏ (بالرومانية: Szabolcs Bakos)‏ هو لاعب كرة قدم روماني ومجري في مركز الوسط، ولد في 4 فبراير 1987 في تيميشوارا في رومانيا. لعب مع نادي فاساس.

## وصلات خارجية
- سابولش باكوس على موقع قاعدة بيانات كرة القدم.إي يو (الإنجليزية)
- سابولش باكوس على موقع Soccerway.com (الإنجليزية)